# 發展性地形迷失
發展性地形迷失（Developmental Topographical Disorientation，簡稱DTD）是一種大脑没有地形认知和导航能力的一种少见的神经障碍。患者雖然能理解口頭上的方向，但實際出門還是有困難度。

## 症狀
發展性地形迷失的患者通常沒有任何明显的脑损伤、神经状况或一般认知缺陷，但无法从童年开始定向。發展性地形迷失的患者通常無法產生環境的心理特徵（即认知图），因此在地形理解上比常人還要難以辨識環境狀況。罹患發展性地形迷失的患者亦會因為環境些微變動而在非常熟悉的环境中迷失，例如每天在自己的房間或是房子中迷路。

## 病例
根據統計，全球罹患此疾病人數至少1000人，并且治疗方法还不得而知。患者即使在自己生活了25年的熟悉的环境之下，依然会迷路。
根據《大西洋雜誌》報導，住在美國科羅拉多州丹佛的沙菈·羅斯曼（Sharon Roseman）即罹患此疾病。她表示，初次發生時間是在她5歲之時，當時她的母親告訴她眼前這陌生的後院是在她家。受到其兄弟姊妹說服後，沙菈·羅斯曼在發病15年後才開始就診。在沙菈·羅斯曼尚未受到診斷之前，曾被醫生告知可能腦部有腫瘤。她還表示，新婚時想照顧半夜哭鬧的孩子，只能利用孩子的哭聲辨識方向。

## 釋義
1. ↑  「认知图」（cognitive map）指的是個人藉由獲取、密碼化、儲藏、回憶及譯解與其日常生活空間環境中各現象的相關位置與屬性有關的資訊。而意象及認知圖則為此等資訊所轉換成的、具體化可供個人辨識、理解及參考用的精神圖像。環境知覺及認知均常具體化為意象或認知圖，進而影響到人的行為[3]。

## 來源出處
1. ↑  聯合新聞網. . 元氣網.   [2022-05-06]. （原始内容存档于2018-08-19） （中文（臺灣））.
2. ↑  . 蕃新聞. 2018-08-16  [2022-05-06]. （原始内容存档于2018-08-19） （中文（臺灣））.
3. ↑  . 國家教育研究院雙語詞彙、學術名詞暨辭書資訊網.   [2022-05-06]. （原始内容存档于2022-05-06）.
4. ↑  Bianchini, F.; Incoccia, C.; Palermo, L.; Piccardi, L.; Zompanti, L.; Sabatini, U.; Peran, Patrice; Guariglia, C. . Neuropsychologia. 2010-05, 48 (6): 1563–1573  [2022-05-06]. doi:10.1016/j.neuropsychologia.2010.01.025. （原始内容存档于2022-06-16） （英语）.
5. ↑  . IT之家.   [2018-08-19]. （原始内容存档于2018-08-19）.
6. ↑  Foley, Katherine. . The Atlantic. 2015-05-18  [2022-05-06]. （原始内容存档于2017-01-28） （英语）.
7. ↑  . 東森新聞.   [2022-05-06] （中文（繁體））.
8. ↑  . 自由時報電子報. 2018-08-16  [2022-05-06]. （原始内容存档于2022-05-06） （中文（臺灣））.
9. ↑  . ETtoday新聞雲. 2018-08-16  [2022-05-06]. （原始内容存档于2018-08-19） （中文（繁體））.
10. ↑  . TVBS.   [2022-05-06]. （原始内容存档于2018-08-19） （中文（臺灣））.
11. ↑  快點TV. . 中天新聞.   [2022-05-06]. （原始内容存档于2020-12-01） （中文（臺灣））.